# Hiate de Setúbal
O Hiate de Setúbal, tal como o nome indica, tem a sua origem nos navios de cabotagem holandeses que nos séculos XVIII e XIX, demandavam o estuário do rio Sado, para carregar sal para o norte da Europa.
O Hiate de Setúbal não foi o único hiate que existiu nas costas portuguesas, com efeito era uma tipologia de aparelho bem definida que designava uma embarcação com dois mastros da mesma altura, em que ambos aparelham com uma vela de carangueja, e um a dois estais.
No início dos anos 70 do século XX desaparecia o último Hiate de Setúbal ainda em actividade. Nos anos 80, sob o impulso do engenheiro Henrique Cabeçadas, o Clube Naval Setubalense lançou-se no projecto de recuperação de uma destas unidades.
Desde o seu lançamento à água, o Hiate já viajou até à Ilha da Madeira, esteve presente na EXPO '98, e faz cruzeiros regulares no estuário do Sado, num exemplo de salvaguarda do património, através da sua utilização em novas actividades.